# برمنتية
برمنتية أو برمنتيرا (الاسم العلمي Parmentiera)، جنس أشجار متوسطة القد من فصيلة البنيونية. مهدها المناطق المعتدلة الامريكية. سوقها ملساء اللحاء. أغصانها متشعبة الافناد. أوراقها معنقة مركبة. ازهارها محورية الارتكاز تزمع على الاغصان والافناد.
تشمل الأنواع التالية:
- Parmentiera aculeata
- برمنتية شمعية
- Parmentiera dressleri, A. Gentry
- Parmentiera morii, A. Gentry
- Parmentiera stenocarpa, Dugand & L. B. Smith